# Pornolab.net
PornoLab.net — найбільший в Рунеті і, як зазначається у пресі, у світі BitTorrent-трекер, основним контентом якого є еротичні і порнографічні матеріали.
На трекері зареєстровано понад 700 тисяч роздач файлів, сумарний розмір яких складає більше 1,6 петабайта. Сайт налічує понад 5 мільйонів облікових записів користувачів.
Власником сайту є офшорна компанія WTF Corp.

## Історія
PornoLab.net був відкритий 5 липня 2008 року шляхом перенесення роздач порнографічних матеріалів з торрент-трекера Torrents.ru (нині — Rutracker.org) на окремий трекер. Однією з причин перенесення називалося невдоволення низки користувачів трекера Torrents.ru фактом розміщення на ньому роздач такого змісту. На новий трекер, крім відповідного розділу, була експортована база облікових записів користувачів Torrents.ru, включаючи логіни, паролі та рейтинг.
Станом на 4 лютого 2009 року на трекері було зареєстровано 50 636 роздач, сумарний розмір яких становив 67,777 терабайт.
Роздачі ероге та інших комп'ютерних ігор хентайного і порнографічного змісту в момент відкриття PornoLab.net були залишені на Torrents.ru. Проте 24 липня 2009 року адміністрація Torrents.ru закрила роздачі даної тематики і запропонувала їх авторам заново створювати на роздачі PornoLab.net, визнавши факт технічної неможливості їх експорту.
20 серпня 2010 року адміністрація PornoLab.net повідомила, що ряд сервісів електронної пошти додав адреси електронної пошти торрент-трекера у свої спам-фільтри, в результаті позбавивши можливості користувачів реєстрації на форумі трекера і відновлення пароля.
27 квітня 2011 року оперативники Головного управління МВС України в місті Києві вилучили з дата-центру компанії MHost сервери, що забезпечують роботу торрент-трекера. Після операції було порушено кримінальну справу за статтею 301 КК України «Розповсюдження відеопродукції порнографічного змісту». Дана подія викликала широкий інтерес в українських і російських ЗМІ. 29 квітня PornoLab.net запрацював знову, переїхавши в дата-центр в Литві, проте 8 травня він був відключений власником литовського дата-центру — компанією ZServers. Працездатність торрент-трекера була відновлена лише 14 травня, після переїзду на сервер, розташований у Німеччині.
19 листопада 2011 року на обладнанні німецького хостера сталася аварія, після чого послідувало відключення на 3 дні. Хостер, за версією PornoLab.net не особливо поспішав відновлювати доступ до сайту, внаслідок чого було прийнято рішення про зміну хостингу.
З 30 листопада 2011 року сервер PornoLab.net розташований у Нідерландах, у зв'язку з чим доступ на сайт був відключений для всіх IP-адрес цієї країни. При спробі зайти на будь-яку сторінку PornoLab.net з нідерландської IP-адреси виводиться повідомлення «Сервіс недоступний».
5 січня 2013 року делегування домену Pornolab.net було призупинено за ініціативою реєстратора, проте 10 січня делегування було відновлено і домен розблоковано.
4 листопада 2016 року в офіційному твіттері з'явилося повідомлення про можливе блокування ресурсу на території РФ. Підстава — рішення Автозаводського районного суду міста Тольятті від 25 серпня 2016 року. 7 листопада 2016 року Pornolab.net був заблокований. 21 листопада 2016 в Єдиний реєстр заборонених сайтів були внесені також два дзеркала: Pornolab.cc і Pornolab.biz.
29 листопада 2016 року в одній із зон децентралізованої DNS-мережі EmerCoin з'явився домен Pornolab.lib.